# Menuet za kitaro
Menuet za kitaro (s podnaslovom Na petindvajset strelov) je vojni roman iz osmih poglavij slovenskega pisatelja Vitomila Zupana, ki je izšel leta 1975 (ponovno pri Beletrini 2023). Prvotni naslov naj bi bil Važno je priti na grič, kar se kot lajtmotiv (vodilni motiv) pojavlja večkrat v romanu. Zaradi izjemnega zanimanja je bil ponatisnjen že pet let pozneje. Deležen je bil številnih pozitivnih in negativnih kritik, saj je prikazal partizana drugače, kot je bilo v navadi do takrat (partizan ni več junak, pogumen, bister, brez napak ...). Nekateri kritiki so delo ocenili kot vrhunec slovenske povojne literature, kot najboljše pripovedno delo o vojni. Po romanu so posneli tudi film z naslovom Nasvidenje v naslednji vojni (1980, režiser Živojin "Žika" Pavlović).

## Osebe
- Jakob Bergant - Berk
- Anton, španski borec
- Vesna, partizanka
- Joseph Bitter, nemški oficir

## Vsebina
V romanu se prepletata dve zgodbi - prva prikazuje dogajanje v času druge svetovne vojne (med 1943 in 1945), druga pa govori o turističnem potovanju po Španiji leta 1973.
Vojna je prikazana skozi oči nekdanjega partizana Berka z opisi najrazličnejših dogodkov in ista vojna gledana skozi prizmo nemškega oficirja. Svet pisatelj prikazuje tak kakršen je: grob, surov in krvav. Prikazuje, kako je človek neznaten in beden. Zupanova pripoved se ves čas dogaja na robu med biti in ne biti. Prikazuje človeka, ki je vržen v blodnjak sveta, v kri, na nož vojske, ker si mora sam reševati kožo, kakor ve in zna. Berk si jo je uspel rešiti. Drugi najpomembnejši del dogajanja v romanu je potovanje po Španiji. Borec Berk – avtor se neposredno po bitki zelo intenzivno spominja svojih potovanj. S svojim popotniškim načinom življenja se loči od večine, ki se je sidrala v določen kraj, v vsakdanja ista opravila. To ni samo roman o osvobodilnem boju, ampak je to tudi roman o kritični vesti človeka v tem boju, napisan s stališč današnjega časa. Zupan v tem romanu odkriva vrsto motivov in epizod, kakršnih v dosedanji prozi na temo NOB še nismo srečali. Roman je (avto)biografski. Zupan se sicer skrije za »prepisovalca« zapisov domnevnega neznanca, s čimer želi ublažiti avtobiografskost prvoosebne pripovedi. Za Jakoba Berganta – Berka lahko kljub uvodnim namigom in pojasnilom sklepamo, da gre za Zupana. Menuet za kitaro je nastal po vojni, in sicer kar 30 let pozneje. To je omogočilo beg od gole (avto)biografskosti vojnega dogajanja, saj se poleg vojnega dogajanja pojavi tudi španski, počitniški, oddaljeni in zrelejši pogled na tisto, kar se je dogajalo pred 30 leti.